# Parafia Świętej Trójcy w Grabowie nad Pilicą
Parafia Świętej Trójcy w Grabowie nad Pilicą – jedna z 8 parafii rzymskokatolickich dekanatu głowaczowskiego diecezji radomskiej.

## Historia

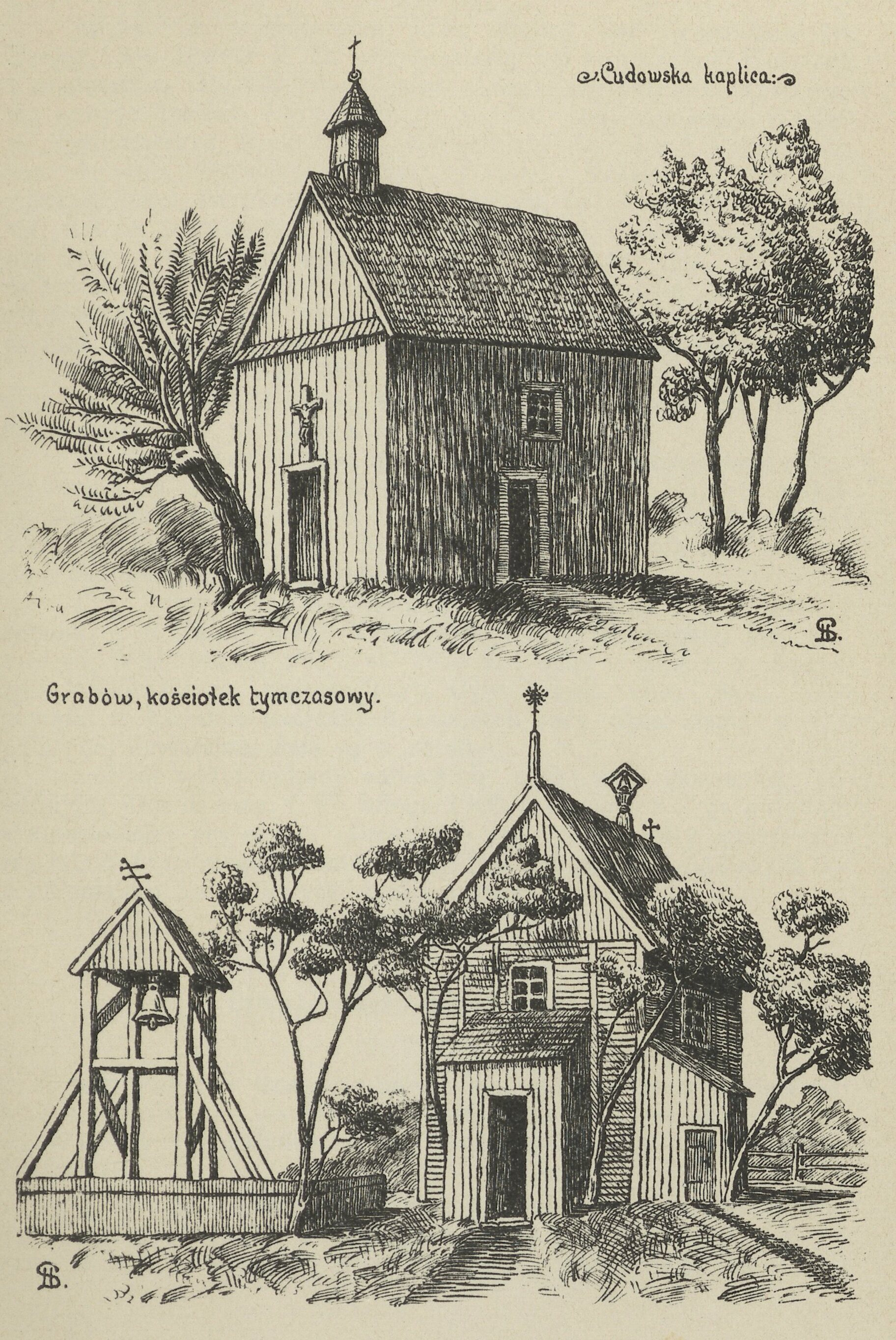
Kościół tymczasowy

Parafia erygowana została około roku 1382 przez biskupa poznańskiego Andrzeja z Bnina. Należała początkowo do diecezji poznańskiej. Pierwszy kościół drewniany powstał wraz z erekcją parafii. Kolejny postawiony był w XVI w. i został spalony przez Szwedów w roku 1656. Następną świątynię modrzewiową, fundacji Ignacego Walewskiego podkomorzego królewskiego, wybudowano w 1776. Spłonęła ona w 1906. Wtedy też, do czasu wybudowania nowego kościoła, postawiono tymczasową kaplicę z materiału zakupionego z prezbiterium dawnego kościoła w Stromcu i umieszczono w niej dawny wielki ołtarz z obrazami. Obecny kościół według projektu arch. Tomasza Pajzderskiego zbudowany był w latach 1907–1912, staraniem księży Józefa Janiszewskiego, Stanisława Chatłasa, Stanisława Tomaszewskiego i Marcina Zarębowicza, dzięki wysiłkowi parafian i pomocy finansowej hr. Jana Zamoyskiego. Poświęcenie kamienia węgielnego odbyło się w 1910. Kościół poświęcony został w stanie surowym 2 września 1913 przez ks. Feliksa Kuropatwińskiego, dziekana z Kozienic. Konsekracji kościoła i wielkiego ołtarza pw. Trójcy Przenajświętszej dokonał 21 sierpnia 1922 bp Paweł Kubicki. Kościół został doszczętnie zburzony podczas II wojny światowej. W pierwszym okresie po wojnie urządzono prowizoryczną kaplicę ze starego baraku. Kościół został odbudowany na nowo w stylu neoromańskim w latach 1950–1953, staraniem ks. Czesława Rejdaka, według projektu arch. Janusza Kalbarczyka. Poświęcenie świątyni w stanie surowym nastąpiło 29 września 1953, a konsekracja 24 maja 1964. Kościół jest murowany z czerwonej cegły. Pochodzi ona w większości ze zburzonej w 1942 starej dzwonnicy. Jest to świątynia trójnawowa, dwuprzęsłowa, z transeptem, w stylu neoromańskim.

## Proboszczowie
- 1946–1975 – ks. Czesław Rejdak
- 1975–1989 – ks. Czesław Kasprzyk
- 1989–1992 – ks. Krystyn Żebracki
- 1992–2004 – ks. Andrzej Piotrowski
- 2004–2016 – ks. kan. Stanisław Drąg
- od 2016 – ks. Jan Pękacz

## Terytorium
- Do parafii należą: Broncin, Brzozówka, Cychrowska Wola, Czerwonka, Grabina, Grabów, Grabów Nowy, Grabowska Wola, Grabów Zaleśny, Koziołek, Lipinki, Nowa Wola, Paprotnia, Strzyżyna, Tomczyn, Wyborów, Utniki, Zwierzyniec.